# Traminda decessata
Traminda decessata är en fjärilsart som beskrevs av Saalmüller 1891. Traminda decessata ingår i släktet Traminda och familjen mätare. Inga underarter finns listade i Catalogue of Life.